# Ferdinand Trauttmansdorff

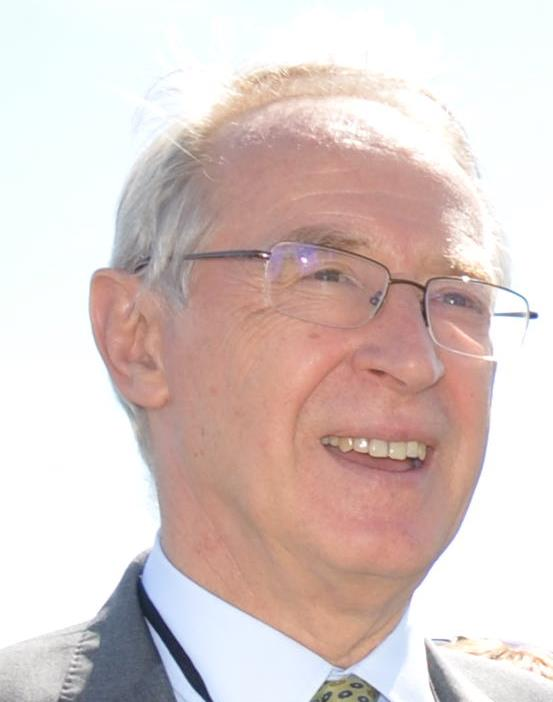
Ferdinand Trauttmansdorff 2015

Ferdinand Trauttmansdorff (* 28. Juli 1950) ist ein österreichischer Diplomat. Er entstammt dem hochadeligen österreichischen und böhmischen Adelsgeschlecht Trauttmansdorff.

## Ausbildung und Karriere
Von 1970 bis 1971 leistete Trauttmansdorff den einjährigen freiwilligen Militärdienst in Österreich.
Danach begann er das Studium der Rechtswissenschaften an der Universität Graz. Nach dem Abschluss des Studiums leistete er einen einjährigen Militärdienst bei den UN-Forces in Zypern. Von 1975 bis 1979 arbeitete er als Studien- und Vertragsassistent und später als Universitätsassistent am Institut für Völkerrecht und Internationale Beziehungen an der Universität Graz.
Anschließend begann er ein Studium des europäischen Rechtes am Collège d’ Europe in Brügge.
Mit seiner Ausbildung und bisherigen beruflichen Laufbahn gelang es ihm im Jahre 1981 in den österreichischen Auswärtigen Dienst einzutreten. In seinen ersten Jahren im österreichischen Auswärtigen Dienst arbeitete er als Referent bei der österreichischen Vertretung in Genf. 1985 wurde er Erstzugeteilter bei der österreichischen Botschaft in Bukarest. Von 1985 bis 1986 nahm er aufgrund seiner politischen Tätigkeiten im Präsidentschaftswahlkampf Karenz.
In den folgenden Jahren wurde er Kulturrat an der österreichischen Botschaft in Washington, D.C. und danach Erstzugeteilter an der Botschaft in Budapest. Von 1999 bis 2004 war er Botschafter in Kairo sowie bei der Regierung in Khartum akkreditiert. Von 2004 bis 2005 war er Botschafter in Lissabon. Als Leiter des Völkerrechtsbüros im Außenministerium in Wien war Trauttmansdorff 2008 Vorsitzender der Task Force für Internationale Kooperation bei Holocaust-Bildung, Gedenken und Forschung und ist seither den österreichischen Gedenkdienern besonders verbunden.
Von Jänner 2010 bis Ende 2015 war Trauttmansdorff österreichischer Botschafter in Prag. 
Er ist Leiter des Lehrstuhls für Diplomatie I an der Andrássy Universität Budapest.

## Ehrungen
- 1996: Komtur des Ordens vom Heiligen Papst Silvester[3]
- 1999: Großes Ehrenzeichen für Verdienste um die Republik Österreich[4]
- 2005: Großkreuz des portugiesischen Verdienstordens